# Puente de Vila Formosa
El puente da Vila Formosa, en el Alentejo, se encuentra en el arroyo Seda, en la parroquia de Seda, en el municipio de Alter do Chão, en el distrito de  Portalegre, en Portugal.

## Historia
Es un antiguo puente romano que formaba parte de la importante calzada romana que unía Lisboa con  Mérida, capital de la Lusitania, a través del Ponte de Sor y Alter do Chão.
Considerado uno de los mejor conservados de su época en el país, en nuestros días se sigue utilizando para la circulación de automóviles.
Está clasificado como Monumento Nacional por el Decreto del 16 de junio de 1910, publicado en el D.G. n.º 136, del 23 de junio de 1910.

## Características
Tiene unos 100 metros de largo. El tablero se apoya en pilares de piedra que sostienen perfectamente seis grandes arco de medio punto. Está provisto de orejetas, comúnmente utilizadas en los puentes romanos más grandes para evitar que la estructura se arruine en caso de inundación. También tiene otras características de los puentes romanos como siluetas acolchadas y cubierta plana con grandes losas.